# République (îles Féroé)
Pour les articles homonymes, voir République (homonymie).
République (en féroïen : Tjóðveldi), auparavant connu comme le Parti républicain, est un parti de gauche des îles Féroé, favorable à l'indépendance des îles.

## Historique
République a été fondé en 1948 en réaction au fait que l'indépendance n'a pas été proclamée, malgré un référendum très légèrement favorable en 1946. Tjóðveldi est opposé au maintien des Îles Féroé au sein de la monarchie danoise et demande donc l’indépendance de l’archipel. Tjóðveldi suit une ligne politique de gauche et n’a participé qu’une seule fois au gouvernement régional, en 2008, pendant quelques mois seulement.
En 2007, le nom du parti a été simplifié de Tjóðveldisflokkurin à Tjóðveldi (c'est-à-dire de Parti républicain à République).
Lors des élections du 19 janvier 2008, le parti a remporté 8 des 33 sièges de députés territoriaux (avec 23,3 % des voix). Il était représenté au Folketing par un des deux députés féroïens en 2015.

## Résultats électoraux

### Élections au Løgting
| Année | %    | Rang | Sièges | Gouvernement                                 |
| ----- | ---- | ---- | ------ | -------------------------------------------- |
| 1950  | 9,8  | 4e   | 2 / 27 | Opposition                                   |
| 1954  | 23,8 | 2e   | 6 / 27 | Opposition                                   |
| 1958  | 23,9 | 2e   | 7 / 30 | Opposition                                   |
| 1962  | 21,6 | 3e   | 6 / 29 | Hákun Djurhuus                               |
| 1966  | 20,0 | 4e   | 5 / 26 | Opposition                                   |
| 1970  | 21,9 | 3e   | 6 / 26 | Opposition                                   |
| 1974  | 22,5 | 2e   | 6 / 26 | Dam II                                       |
| 1978  | 20,3 | 3e   | 6 / 32 | Dam III                                      |
| 1980  | 19,0 | 3e   | 6 / 32 | Opposition                                   |
| 1984  | 19,5 | 4e   | 6 / 32 | Dam IV                                       |
| 1988  | 16,5 | 4e   | 6 / 32 | Sundstein                                    |
| 1990  | 14,7 | 4e   | 4 / 32 | Opposition (1990-1993), Petersen (1993-1994) |
| 1994  | 13,7 | 4e   | 4 / 32 | Opposition                                   |
| 1998  | 23,8 | 1er  | 8 / 32 | Kallsberg I                                  |
| 2002  | 23,7 | 2e   | 8 / 32 | Kallsberg II                                 |
| 2004  | 21,7 | 3e   | 8 / 32 | Opposition (2004-2008), Eidesgaard II (2008) |
| 2008  | 23,3 | 1er  | 8 / 33 | Opposition                                   |
| 2011  | 18,3 | 3e   | 6 / 33 | Opposition                                   |
| 2015  | 20,8 | 2e   | 7 / 33 | Aksel V. Johannesen                          |
| 2019  | 12,2 | 4e   | 6 / 33 | Opposition                                   |
| 2022  | 17,7 | 4e   | 6 / 33 |                                              |

### Élections au Parlement du Danemark
| Année | Voix  | %    | Rang | Sièges |
| ----- | ----- | ---- | ---- | ------ |
| 1973  | 3 312 | 25,1 | 2e   | 1 / 2  |
| 1975  | 3 563 | 25,7 | 2e   | 1 / 2  |
| 1977  | 3 057 | 18,7 | 3e   | 0 / 2  |
| 1979  | 3 886 | 20,8 | 3e   | 0 / 2  |
| 1981  | 3 441 | 20,7 | 3e   | 0 / 2  |
| 1984  | 3 646 | 19,9 | 4e   | 0 / 2  |
| 1987  | 3 478 | 15,7 | 4e   | 0 / 2  |
| 1988  | 4 690 | 20,5 | 4e   | 0 / 2  |
| 1990  | 2 377 | 13,3 | 4e   | 0 / 2  |
| 1994  | 1 798 | 9,4  | 5e   | 0 / 2  |
| 1998  | 4 325 | 20,9 | 4e   | 0 / 2  |
| 2001  | 6 578 | 24,9 | 2e   | 1 / 2  |
| 2005  | 6 301 | 25,3 | 1er  | 1 / 2  |
| 2007  | 5 849 | 25,4 | 1er  | 1 / 2  |
| 2011  | 3 998 | 19,4 | 3e   | 0 / 2  |
| 2015  | 5 730 | 24,5 | 1er  | 1 / 2  |
| 2019  | 4 830 | 18,6 | 4e   | 0 / 2  |